# Blaise Matuidi
Blaise Matuidi (født 9. april 1987 i Toulouse, Frankrig) er en fransk fodboldspiller af angolansk oprindelse. Han spillede indtil 2022 for den  amerikanske MLS-klub Inter Miami CF,[kilde mangler] hvor han kom til fra Serie A-klubben Juventus. Han har tidligere repræsenteret Troyes, Saint-Étienne og Paris Saint-Germain i sit hjemland.

## Landshold
Matuidi står (pr. marts 2018) noteret for 63 kampe og ni scoringer for Frankrigs landshold, som han debuterede for den 7. september 2010 i en EM-kvalifikationskamp mod Bosnien-Hercegovina.